# Grèce aux Jeux olympiques d'hiver de 1988
La Grèce participe aux Jeux olympiques d'hiver de 1988, qui ont lieu à Calgary au Canada. Ce pays, représenté par six athlètes, prend part aux Jeux d'hiver pour la onzième fois de son histoire. Il ne remporte pas de médaille.

## Résultats

### Ski de fond
| Épreuve      | Athlète            | Course            | Course          |
| Épreuve      | Athlète            | Temps             | Rang            |
| ------------ | ------------------ | ----------------- | --------------- |
| 15 km hommes | Nikos Anastasiadis | N'a pas terminé   | N'a pas terminé |
| 15 km hommes | Thanasis Tsakiris  | 50 min 34 s 4     | 72              |
| 15 km hommes | Khristos Titas     | 49 min 48 s 6     | 66              |
| 30 km hommes | Nikos Anastasiadis | 1 h 50 min 10 s 7 | 82              |
| 30 km hommes | Thanasis Tsakiris  | 1 h 43 min 55 s 1 | 76              |
| 30 km hommes | Khristos Titas     | 1 h 41 min 25 s 7 | 70              |

### Ski alpin

#### Hommes
| Athlète           | Épreuve      | Manche 1        | Manche 2        | Total           | Total           |
| Athlète           | Épreuve      | Temps           | Temps           | Temps           | Rang            |
| ----------------- | ------------ | --------------- | --------------- | --------------- | --------------- |
| Ioannis Kapraras  | Super-G      |                 |                 | 2 min 02 s 06   | 46              |
| Ioannis Kapraras  | Slalom géant | 1 min 18 s 23   | 1 min 14 s 64   | 2 min 32 s 87   | 50              |
| Giannis Stamatiou | Slalom géant | 1 min 17 s 36   | 1 min 15 s 10   | 2 min 32 s 46   | 49              |
| Ioannis Kapraras  | Slalom       | N'a pas terminé | N'a pas terminé | N'a pas terminé | N'a pas terminé |
| Giannis Stamatiou | Slalom       | N'a pas terminé | N'a pas terminé | N'a pas terminé | N'a pas terminé |

#### Combiné hommes
| Athlète           | Descente      | Slalom  | Slalom  | Total  | Total |
| Athlète           | Temps         | Temps 1 | Temps 2 | Points | Rang  |
| ----------------- | ------------- | ------- | ------- | ------ | ----- |
| Giannis Stamatiou | 2 min 07 s 51 | 50 s 45 | 49 s 68 | 347,41 | 25    |

#### Femmes
| Athlète        | Épreuve      | Manche 1      | Manche 2        | Total           | Total           |
| Athlète        | Épreuve      | Temps         | Temps           | Temps           | Rang            |
| -------------- | ------------ | ------------- | --------------- | --------------- | --------------- |
| Thomai Lefousi | Super-G      |               |                 | Disqualifiée    | Disqualifiée    |
| Thomai Lefousi | Slalom géant | 1 min 10 s 26 | N'a pas terminé | N'a pas terminé | N'a pas terminé |
| Thomai Lefousi | Slalom       | 1 min 02 s 82 | 1 min 04 s 19   | 2 min 07 s 01   | 25              |